# 1 Korpus Armijny (Holandia)
1 Korpus Armijny – wyższy związek taktyczny  holenderskich sił zbrojnych.

## Struktura organizacyjna
W 1989
- dowództwo Korpusu – Apeldoorn
- 1 Dywizja Zmechanizowana – Arnhem
- 3 Dywizja Pancerna – Buxtehude
- 4 Dywizja Zmechanizowana – Harderwijk

Rezerwę operacyjną stanowiły (mobilizowane):
- 5 Dywizja Zmechanizowana – Apeldoorn
- 101 Brygada Piechoty – Den Dungen